# Eurovision Young Musicians 2014
Het Eurovision Young Musicians 2014 was de zeventiende editie van het muziekfestival en de finale vond plaats op 31 mei 2014 in Keulen. Tevens organiseerde Duitsland het festival voor de tweede maal.

## Jury
Markus Pawlik
 Clemens Hellsberg
 Carol McGonell
 Maurice Steger
 Uroš Lajovic

## Overzicht

### Finale
| Plaats | Land        | Muzikant                    | Instrument |
| ------ | ----------- | --------------------------- | ---------- |
| 1      | Oostenrijk  | Ziyu He                     | Viool      |
| 2      | Slovenië    | Urban Stanič                | Piano      |
| 3      | Hongarije   | Gergely Davich              | Cello      |
| -      | Duitsland   | Judith Stapf                | Viool      |
| -      | Griekenland | Vassilis Digos              | Gitaar     |
| -      | Kroatië     | Sara Domjanić               | Viool      |
| -      | Malta       | Kurt Aquilina               | Gitaar     |
| -      | Moldavië    | Livyka Shtirbu-Sokolov      | Piano      |
| -      | Nederland   | Lucie Horsch                | Blokfluit  |
| -      | Noorwegen   | Sonoko Miriam Shimano Welde | Viool      |
| -      | Polen       | Bartosz Kołsut              | Accordeon  |
| -      | Portugal    | André Gunko                 | Cello      |
| -      | Tsjechië    | Martin Kot                  | Accordeon  |
| -      | Zweden      | Albin Uusijärvi             | Viool      |

## Wijzigingen

Deelnemende landen
Landen die in het verleden deelgenomen hebben, maar dit jaar afwezig zijn

### Debuterende landen
- Malta: Op 8 december 2013 meldde de Maltese omroep PBS dat Malta zal debuteren op het festival.
- Moldavië

### Terugkerende landen
- Hongarije
- Portugal: Na enkele jaren van afwezigheid keerde Portugal weer terug op het muziekfestival.
- Zweden: Op 6 januari meldde de Zweedse omroep dat het land zal terugkeren op het festival.

### Terugtrekkende landen
- Armenië
- Bosnië en Herzegovina
- Georgië
- Oekraïne: Op 23 januari meldde de NTU dat Oekraïne niet langer zal deelnemen aan het festival.
- Wit-Rusland: Op 6 januari meldde de Wit-Russische omroep dat het land zich zal terugtrekken van het festival.

1982 · 1984 · 1986 · 1988 · 1990 · 1992 · 1994 · 1996 · 1998 · 2000 · 2002 · 2004 · 2006 · 2008 · 2010 · 2012 · 2014 · 2016 · 2018 · 2022 · 2024
Zie ook: Eurovisiedansfestival · Eurovisiesongfestival · Junior Eurovisiesongfestival · Eurovision Young Dancers · Eurovision Choir